# جدار حماية ويندوز
جدار حماية ويندوز (بالإنجليزية: Windows Firewall)‏ أو (بالإنجليزية: Windows Defender Firewall)‏ في ويندوز 10، هو جدار حماية الخاص بنظام مايكروسوفت ويندوز. أدخل لأول مرة في ويندوز أكس بي وويندوز سيرفر 2003. قبل إصدار ويندوز أكس بي ذو حزمة الخدمات 2 في 2004، وكان يُعرف بجدار حماية الإنترنت. ومع إصدار ويندوز 10 النسخة 1709 في سبتمبر 2017م تمت تسميته بويندوز ديفيندر فاير وال كجزء من الترويج لعلامة ويندوز ديفيندر.